# Лангфоссен
Лангфоссен (норв. Langfossen) — водопад каскадного типа, расположенный на реке Вауле (норв. Vaulaelva) в муниципалитете Этне в западной Норвегии.
Общая высота падения составляет 612 метров, это пятый по высоте водопад в стране. Средняя ширина — 76 метров. Сила потока воды не изменяется в течение года. Европейская дорога E134 проходит возле Лангфоссена, что делает его легко доступным для посещения.